# Boiga nuchalis
Boiga nuchalis är en ormart som beskrevs av Günther 1875. Boiga nuchalis ingår i släktet Boiga och familjen snokar. Inga underarter finns listade.
Arten förekommer i södra Indien i delstaterna Kerala och Tamil Nadu. Fynd från Nepal tillhör troligtvis Boiga ochracea. Honor lägger ägg. Arten lever i kulliga områden och i bergstrakter mellan 500 och 1600 meter över havet. Den lever i ursprungliga skogar och förändrade skogar med städsegröna och lövfällande växter och bambu som undervegetation. Individerna är nattaktiva och klättrar i träd.
Några exemplar dör i trafiken. Hela populationen anses vara stor. IUCN listar arten som livskraftig (LC).